# قرية الأطرش (النقب)
قرية الأطرش، هي إحدى القرى العربيّة الفلسطينية البدويّة الواقعة في النقب غير معترف بها. يواجه سكّانها الصعوبات الناتجة عن أصوات جرّافات قوّات الاحتلال الإسرائيليّ. بالإضافة إلى عدم وجود شوارع للدخول والخروج منها. كما أنّها تغرق بمياه الأمطار والرواسب المتساقطة في فصل الشتاء، كذلك تعرّضها المستمرّ لمصادرة أراضيها بهدف السيطرة والاستيلاء عليها ومنع توسّعها، وإقامة مشاريع طرق وسكك حديديّة ومعسكرات جيش الاحتلال، بدافع  وإجبار سكّانها على مغادرتها والرحيل منها  
 قامت قوّات من الشرطة بمداهمة عشيرة الأطرش في منطقة النقب، وذلك للبدء في مخطّط تشجير المنطقة وتهجير سكّانها. واقتحمت جرّافات ما تسمّى بـ "الصندوق القوميّ اليهوديّ" قرية الأطرش وحاولت تحريش أراضٍ فيها ولكّنّها طُردت من قبل الأهالي. علمًا بأنّ باقي التهديدات لا زالت قائمة ومستمرّة. ورفض سكّان الأطرش محاولات السلطات وتصدّوا لوجودها واقتلعوا الأوتاد الخشبيّة. 
ممّا أدّى إلى استفزاز الشرطة لأهالي القرية وهدّدت بتعزيز وتقوية قوّاتها، بهدف حماية موظّفي السلطات. وبعد فترة زمنيّة، نَصب أهالي قرية الأطرش في أراضيهم خيمة الاعتصام التي انطلقت منها فعاليّات للتصدّي ومُجابهة مخطّطات المؤسّسة الإسرائيليّة الهادفة لتحريش والاستيلاء على أراضي الأطرش وتهجير سكّانها. ونُظّمت الفعاليّات بدعوة اللّجنة المحلّيّة في القرية ولجنة التوجيه العليا لعرب النقب وبحضور أهالي وشخصيّات جماهيريّة في النقب، بالإضافة إلى رئيس لجنة المتابعة محمد بركة الذي شارك في الفعاليّة. وأكّد المتداخلون خلال الفعاليّة على ضرورة مقاطعة وتفكيك "سلطة تطوير النقب"، تحذيرا من محاولاتها لاختراق نضال وكفاح سكّان النقب ضدّ مخطّطات التهجير والاقتلاع. 
نجحت الشرطة بهدم خيمة الاعتصام التي تمّ إنشاؤها على أراضي قرية الأطرش، ومنعت أصحاب الأراضي من دخول أراضيهم المهدّدة بالتحريش والمصادرة. تم الاتفاق على إضراب شامل في بعض قرى النقب، وقام المعارضون بإغلاق الشارع الرئيسيّ الواصل إلى  عراد بئر السبع بالاتّجاهين. إذ قال النائب أيمن عودة الذي تواجد في الحدث: "عرب الأطرش يغلقون الشارع الرئيسيّ، وهذا تصرّف سليم 100% لأنّ من يريد هدم البيوت يجب أن يعرف أنّ الحياة لن تكون طبيعيّة لأحد، ممنوع أن يكون هدم البيوت أمر عابر. إذ أنّ معناه إعاقة حياة كاملة، سنعرقل الحياة العامّة ما داموا يهدمون".
ودَعت لجنة التوجيه العُليا لعرب النقب إلى التواجد في أرض نقع بئر السبع، فيما أعلن عن قرار بتنظيم مظاهرة حاشدة وحافلة على مدخل سعوة. 
 حسب وجهة نظر مركز لجنة التوجيه العليا للعرب في النقب، المنبعثة عن لجنة المتابعة العليا للجماهير العربيّة في البلاد، إنّ ما تشهده منطقة النقب وخصوصًا أراضي الأطرش عمليّة إجراميّة من قبل الحكومة الإسرائيليّة التي تقصد وتستهدف الأرض والإنسان. حيث أكّد أنّ الأوضاع في منطقة نقع بئر السبع، دنيئة وسيّئة للغاية، وتمّ اعتقال قاصرين ونساء وأطفال بعد هدم خيمة الاعتصام المنصوبة على أراضي الأطرش من قبل جرّافات السلطات. وتمّت الإشارة إلى أنّ الأسلوب الذي تتّبعه الشرطة مع المحتجّين هو أسلوب عدوانيّ همجيّ وغير لائق، حيث أنّها تعتدي على الشباب وتستعين بالخيول والكلاب خلال عمليّات الاعتقال، بالإضافة إلى وسائل أخرى منها: التراكتورونات، سيّارات رش المياه العادمة، قنابل الغاز المسيل للدموع وأيضًا الرصاص المطّاطيّ لتفريق المتظاهرين وإعاقة عملهم. لا يزال التضييق مستمرّ على أهالي النقب، عن طريق هجمات وحملات مداهمة بشكل شبه يوميّ بهدف الاستيلاء ومصادرة الأراضي وتجريف المحاصيل الزراعيّة وهدم المنازل. 